# La Loi du marché
Pour plus de détails, voir Fiche technique et Distribution.
La Loi du marché est un film français réalisé par Stéphane Brizé sorti en 2015.
Le film est présenté en sélection officielle au Festival de Cannes 2015 où Vincent Lindon remporte le Prix d'interprétation masculine. Il reçoit également pour ce rôle le Prix Lumières du meilleur acteur ainsi que le César du meilleur acteur l'année suivante.

## Synopsis
Après quinze mois de chômage, Thierry, quinquagénaire, cherche toujours un emploi et va de déceptions en déceptions. Avec son épouse, il doit gérer un budget de plus en plus serré au fur et à mesure que leur épargne s'épuise. Ils essaient à tout prix de sauvegarder l'essentiel : leur appartement et les aides nécessaires pour les études de leur fils Matthieu, un adolescent infirme moteur cérébral.
Thierry finit par retrouver un emploi d'agent de sécurité dans un supermarché. Il est chargé de surveiller les clients ainsi que ses propres collègues et se retrouve quotidiennement en butte à des situations socialement difficiles. Un dilemme moral apparaît.

## Fiche technique
- Titre français : La Loi du marché
- Réalisation : Stéphane Brizé
- Scénario : Stéphane Brizé et Olivier Gorce
- Production : Arte France Cinéma, Nord-Ouest Films
- Budget : 1,2 million d'euros[2]
- Format : numérique - couleur - 2,39:1
- Pays d'origine :  France
- Genre : drame et film social
- Dates de sortie :
  - France : 19 mai 2015

## Distribution

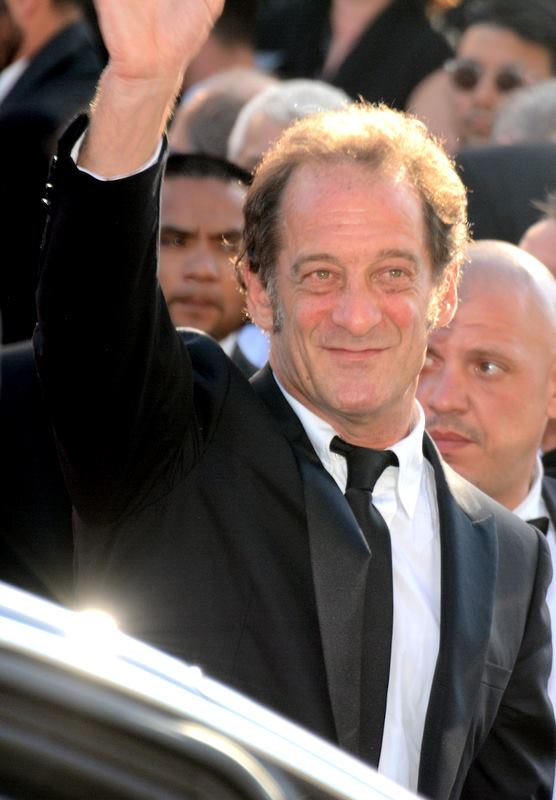
Vincent Lindon durant le festival de Cannes 2015.

Tous les rôles, à part celui de Thierry, sont joués par des acteurs non professionnels ayant un emploi semblable à celui du personnage interprété. Le rôle du fils de Thierry est tenu par un jeune homme handicapé.
- Vincent Lindon : Thierry
- Yves Ory : le conseiller de Pôle Emploi
- Karine De Mirbeck : la femme de Thierry
- Matthieu Schaller : Matthieu, le fils de Thierry
- Xavier Mathieu : le collègue syndicaliste
- Noël Mairot : le professeur de danse
- Catherine Saint-Bonnet : la banquière
- Roland Thomin : l’homme du couple visitant le mobilhome
- Hakima Makoudi : la femme du couple visitant le mobilhome
- Tevi Lawson : le formateur de Pôle Emploi
- Fayçal Addou : l'un des stagiaires de la formation Pôle Emploi
- Dahmane Belghoul : l'un des stagiaires de la formation Pôle Emploi
- Florence Herry-Leham : l'une des stagiaires de la formation Pôle Emploi
- Agnès Millord : l'une des stagiaires de la formation Pôle Emploi
- Irène Raccah : l'une des stagiaires de la formation Pôle Emploi
- Christian Ranvier : l'un des stagiaires de la formation Pôle Emploi
- Cyril J Rolland : l'un des stagiaires de la formation Pôle Emploi
- Sandrine Vang : l'une des stagiaires de la formation Pôle Emploi
- Stéphanie Hurel : l’agent de sécurité no 1
- Soufiane Guerrab : le jeune homme interpellé
- Gisèle Gerwig : Gisèle, la femme partant à la retraite
- Saïd Aïssaoui : le directeur du magasin
- Rami Kabteni : l’agent de sécurité no 2
- Eric Krop : le directeur du lycée
- Françoise Anselmi : Madame Anselmi, la première caissière interpellée
- Jean-Eddy Paul : l’agent de sécurité no 3
- Samuel Mutlen : l’agent de sécurité no 4
- Christian Watrin : le vieil homme interpellé
- Guillaume Draux : le DRH
- Sakina Toilibou : la deuxième caissière interpellée

## Production

### Lieux de tournage
Le film a été tourné à Boussy-Saint-Antoine (Essonne) au supermarché « Cora Val d'Yerres II » pour les scènes du supermarché et à Auberville (Calvados) pour la scène du mobilhome.

## Accueil

### Accueil critique
La Loi du marché reçoit dans l'ensemble de très bonnes critiques de la part de la presse française, avec des avis très tranchés puisque la majorité des critiques disent le plus grand bien du film tandis que deux ou trois journaux le descendent en flammes. Consulté en août 2019, le site Allociné confère au film une note moyenne de 3,8 sur une échelle de 5, sur la base de 21 critiques de presse parues sur papier ou en ligne, dont six lui donnent la note maximale, dix lui confèrent une note de 4 sur 5, deux une note de 3 sur 5 et trois une note de 1 sur 5.

### Box office
La Loi du marché sort dans les salles françaises le 20 mai 2015. Exploité dans 181 salles en première semaine, il rassemble un peu plus de 218 200 entrées. Il en rassemble plus de 225 000 en deuxième semaine, ce qui lui fait dépasser les 500 000 entrées en quinze jours. Il fait un peu moins de 175 000 entrées en troisième semaine et un peu plus de 139 600 en quatrième semaine, pour un total d'un peu plus de 742 000 entrées en un mois. Au cours de l'ensemble de son exploitation en salles en France, le film cumule un peu plus d'un million d'entrées. Cela en fait un succès commercial très net avec une rentabilité de plus de 360%.

## Distinctions

### Récompenses
- Festival de Cannes 2015 : 
  - Prix d'interprétation masculine pour Vincent Lindon[10]
  - Mention spéciale du jury œcuménique[11]
- 21e cérémonie des prix Lumières 2016 : Prix Lumières du meilleur acteur pour Vincent Lindon
- César 2016 : Meilleur acteur pour Vincent Lindon